# Frank Leo
Francis Leo (Montreal, 30 de junio de 1971), conocido como Frank Leo, es un eclesiástico y diplomático católico canadiense. Es el arzobispo de Toronto, desde febrero de 2023. Fue obispo auxiliar de Montreal, entre 2022 y 2023.

## Biografía
Francis nació el 30 de junio de 1971, en la ciudad canadiense de Montreal. Hijo de Francesco Leo y Rosa Valente, inmigrantes italianos, cuya madre era de San Martino Valle Caudina.
Creció en el área de Villeray, donde sus padres se instalaron tras llegar de Nápoles.
Realizó su formación primaria en Eugenio Pacelli Elementary School y su formación secundaria en el John F. Kennedy High School y en el CEGEP Vanier. Tras graduarse, obtuvo un diploma en Ciencias Sociales. 
Su vocación religiosa nació desde su adolescencia. En 1990, a los 19 años, ingresó en el Seminario de Montreal.
En 1992, obtuvo el bachillerato en Filosofía en el Institut de Formation Théologique de Montréal (IFTM). Posteriormente, obtuvo la licenciatura Teología y el doctorado (2005) en Teología Sistemática, con especialización en Mariología, en el International Marian Research Institute ( IMRI).
En la Academia Pontificia Eclesiástica (2006-2008), cursó estudios de Derecho canónico y Filosofía, obteniendo la licenciatura en Filosofía Histórico-Crítica.
Es políglota, ya que habla: inglés, italiano, francés y español.

### Sacerdocio
Su ordenación sacerdotal fue el 14 de diciembre de 1996, incardinándose en la arquidiócesis de Montreal.
Como sacerdote desempeñó los siguientes ministerios:
- Vicario parroquial de Notre-Dame-de-la-Consolata (1996-2001).
- Administrador de Saint-Joseph-de-Rivière-des-Prairies (2003-2005).[3]
- Capellán de la Roscelli School y profesor de religión en el Collège Reine-Marie (2003-2005).
- Párroco de Saint-Raymond-de-Peñafort (2005-2006).

Ingresó al servicio diplomático de la Santa Sede en 2008. Fue enviado a la Nunciatura Apostólica en Australia (2008-2011) y luego a la misión diplomática en Hong Kong (2011-2012).
El 9 de enero de 2012, el papa Benedicto XVI lo nombró Capellán de Su Santidad, que lleva anexo el tratamiento de monseñor.
En 2012, volvió a Montreal, donde fue:
- Director (espiritual) y profesor de Dogmática en el Seminario de Montreal.
- Director del Departamento de Derecho canónico de la IFTM.
- Vicepresidente de la Obra Diocesana por las Vocaciones.
- Juez del  Tribunal de Apelación de Canadá.
- Profesor de Teología, Espiritualidad y Filosofía en Montreal, Canberra (Australia), Dayton (EE. UU.) y Ottawa.
- Miembro del Consejo Presbiteral (2013-2015).
- Secretario general de la Conferencia de Obispos Católicos de Canadá (2015-2021).[5]
- Vicario general y Moderador de la Curia Arquidiocesana de Montreal (2022-2023).

En 2013, fue miembro fundador de la Canadian Mariological Society, de la cual funge como presidente.

## Episcopado

### Obispo auxiliar de Montreal
El 16 de julio de 2022, el papa Francisco lo nombró obispo titular de Tamada y  obispo auxiliar de Montreal. Fue consagrado el 12 de septiembre del mismo año, en la Catedral Basílica de Montreal, a manos del arzobispo Christian Lépine.

### Arzobispo de Toronto
El 11 de febrero de 2023, el papa Francisco lo nombró arzobispo de Toronto. Tomó posesión canónica el 25 de marzo del mismo año, durante una ceremonia en la Catedral Basílica de Toronto.
El 29 de junio, en una ceremonia en la Basílica de San Pedro, recibió el palio arzobispal de manos del papa Francisco.  El 29 de septiembre del mismo año, en una ceremonia en la Catedral Basílica de Toronto, recibió la imposición del palio arzobispal de manos del arzobispo Ivan Jurkovič.

## Cardenalato
El 6 de octubre de 2024, durante el Ángelus del papa Francisco, se hizo público que sería creado cardenal. Fue creado cardenal por el papa Francisco durante el consistorio del 7 de diciembre del mismo año, con el titulus de cardenal presbítero de Santa María de la Salud en Primavalle.

## Escudos de armas
|           |
| Arzobispo |

|          |
| Cardenal |